# 聖バーソロミュー病院
聖バーソロミュー病院（せいバーソロミューびょういん）は、ロンドン・スミスフィールドに存在する病院である。正式名称は "The Royal Hospital of St Bartholomew"（王立聖バーソロミュー病院）。また略称の "Barts"（バーツ）の名でも知られている。
設立は1123年であり、ヨーロッパで最も古い病院とされる。
現在はバーツ・ヘルス・NHSトラストの一角を成している。

## 歴史

### 初期
バーツは1123年に、ヘンリー1世の寵臣だった、ラーヘレによって設立された（彼は1144年に亡くなり、病院近くのセント・バーソロミュー・ザ・グレート教会に葬られている）。
ヘンリー8世の行った修道院解散は、バーツの病院経営には影響しなかったものの、収入が目減りしたことで、バーツを危機的立場に追い込んだ。バーツは、1546年12月に、シティ・オブ・ロンドン共同体から認可を受ける合意に調印したことで、ヘンリー8世により再設立されることになる。この内容は、1547年1月に発行され、バーツが不動産や金銭の寄付を受けると定めた専売特許証でも、再確認されている。病院は法的に、『ヘンリー8世設立・シティ・オブ・ロンドン・ウエストスミスフィールド救貧院』（英: House of the Poore in West Smithfield in the suburbs of the City of London of Henry VIII's Foundation）と命名されたが、この名称が一般に使われたことは無い。初代病院長は、ヘンリー8世の侍医（外科医）で、初期の解剖学者でもあったトーマス・ヴィカリーが務めた。
この病院では、医学進歩に繋がる研究が多数行われた。例えば、17世紀に、ウィリアム・ハーヴィーは血液循環説に関する研究をバーツで行っている。また、18世紀には、パーシヴァル・ポットとジョン・アバーネシーによって、近代外科学の重要原理が定められた。更に、19世紀には、バーツ所属のベッドフォード・フェンウィック夫人が、看護職の発展に尽力している。
1839年から1872年にかけてのバーツの死亡率報告書によると、この時期の死因として最も多いのは、術中の外傷と、術後の感染である。これらの外傷性の死亡を除いた場合には、結核が死因のトップとなっている。
1948年に国民保健サービスが設立されると、バーツは正式に『聖バーソロミュー病院』の名で知られるようになる。

### 建物
バーツは、英国で現在も医療提供している医療施設として最古のものであり、創建当時と同じ場所に建物がある。そのため現在では、長い歴史もさることながら、建築学的にも重要な価値を持っている。病院の『ヘンリー8世・エントランス』と呼ばれるエントランスは、現在でも一般に最も使われる入口である。また、ゲートハウス上に据えられたヘンリー8世の石像は、ロンドンに現存する彼の石像として唯一のものである。
バーツのメイン広場は、1730年代に ジェームズ・ギブスによって設計された。元々の4区画の内で現存しているのは、大広間を含む区画と、病院の建物を含む2つの区画の、合わせて3区画である。北ウィングは1732年に最も早く建設された部分で、大広間や、ウィリアム・ホガースの壁画が存在する。1740年には南ウィング、1752年には西ウィングが建設され、最後に東ウィングが、1769年に建設された。1859年には、広場の中心に、噴水と小さな庭が設置されている。
聖バーソロミュー病院は、12世紀の設立からずっと同じ場所に位置し、ロンドン大火とロンドン大空襲をくぐり抜けてきた。附属博物館では、創立当時からの医療の発展を示す展示や、病院の歴史を伝える展示が行われている（開館は毎週火曜から金曜）。展示室に繋がるドアは、病院のオフィシャル・エントランスホールに繋がっている。階段の壁には、ウィリアム・ホガースの壁画が2枚飾られている（1736年の『ベセスダのプール』"The Pool of Bethesda" と1737年の『善きサマリア人』"The Good Samaritan" ）。これらの壁画は閉鎖区域にあり、金曜午後にのみ見ることができる。ホガースは、病院がイタリア人画家の絵を買い求めたことに激怒し、イギリスの絵画作品も同格だと、無償でこれらの絵画を描かされたことへ抗議している。『ベセスダのプール』は、キリストが病人を看護するシーンが描かれており、医療に深く関係する絵である。この絵に付けられた紹介書きには、絵画中で病人が苦しんでいる病気について、現代的な医学用語で注釈が付けられている。
階段を抜けた先の病院の大広間は、バロック様式の吹き抜けの部屋である。大広間内部には数点の絵画しか無いが、ほとんど全てが可動式のスタンドに据えられている。壁そのものは、非常に沢山の、大きくて彩色されたプラーク（飾り板）で埋め尽くされており、それらには、病院の後援者が寄付した金額が詳細に記録されている。£sd（ポンド＝シリング＝ペンス）で記録された寄付の中には奇妙な金額のものがあるが、これは遺産相続完了後に、余りとして残った財産が寄付されたもの、もしくはギニーでキリ良く寄付されたものを、£sd表記に直したものである。
ヘンリー8世による修道院解散の後、かつて修道院だった病院の敷地は、英国国教会の小教区として再編され、聖バーソロミュー・ザ・レス教会が教区教会となった。これは英国内各病院の創立史を見ても、特異的な例である。聖バーソロミュー・ザ・レス教会は、病院の敷地内に建てられた教会として、唯一現存する教会である。この教会には、15世紀に建てられた塔と教区総会所が存在する。病院とこの教会とのつながりは、20世紀初頭にワーシップフル・カンパニー・オブ・グレイザーズ（英: Worshipful Company of Glaziers）から送られた看護師のステンドグラス窓や、内装として飾られた記念プラークに見ることができる。
19世紀を通して、ハードウィック家はバーツの主要な後援者であり続けた。トーマス・ハードウィック・ジュニア（1752年 – 1825年）、フィリップ・ハードウィック（1792年 – 1870年）、フィリップ・チャールズ・ハードウィック（1822年 – 1892年）は、いずれもバーツを手掛けた建築士・測量士であった。フィリップ・ハードウィックは、王立芸術院出身で、1823年の聖バーソロミュー・ザ・レス教会改築を手掛けただけでなく、病院中庭の噴水を寄付した人物でもある。
1872年までには、バーツは676床を有する病院になっていた。毎年、約6000人の入院患者と、101,000人近くの通院患者を抱える大病院であった。病院の平均収入はおよそ4万ポンド（主に使用料と固定資産によるもの）で、理事の数は300人を優に超えていた。

### 閉鎖の危機

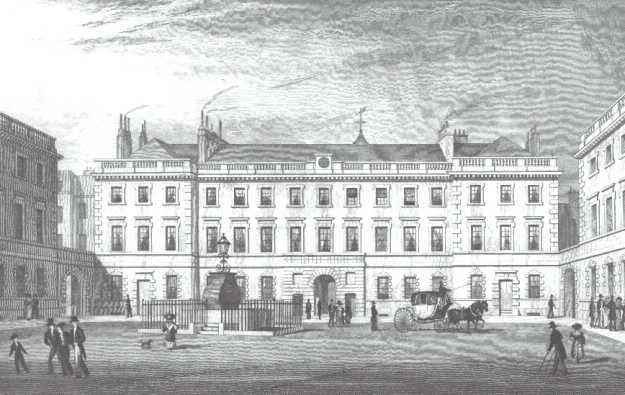
19世紀初頭のバーツの中庭

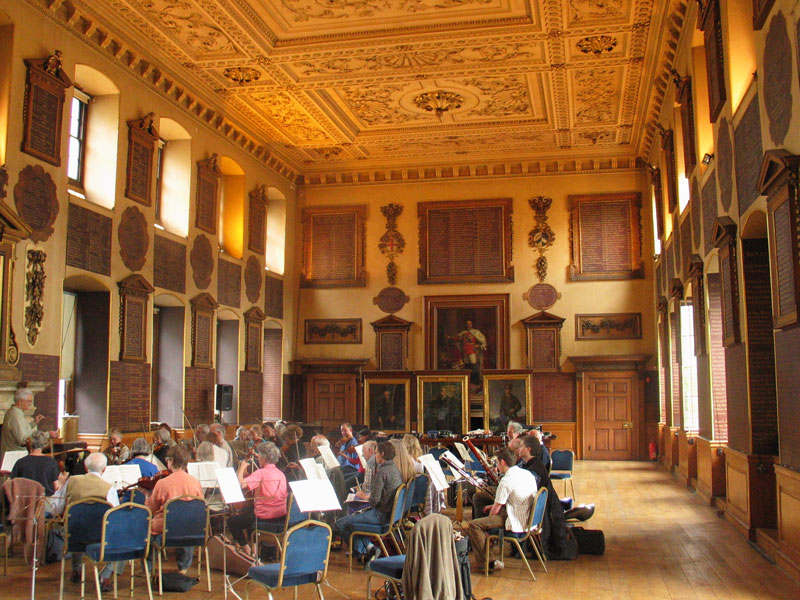
バーツの大広間

1993年にロンドンの病院に関するトムリンソン・レビュー (Tomlinson Review of London hospitals) が発行され、ロンドン中心部は病院過多である、と結論付けられた（このレビューには賛否両論が存在する）。このレビューでは、居住地域のなるべく近くで医療サービスを受けることが推奨されていた。バーツは、通院区域に人口が少ない病院とされ、閉鎖の危機に遭っている。病院を存続させるため、病院スタッフや地域住民、国会議員そしてシティ・オブ・ロンドン・コーポレーションなどが支援した『Save Barts Campaign』が、シティの30万人以上に上る日雇い労働者たちに医療提供するため、総合病院がこの場所に必要であることを訴えてキャンペーンを展開した。
ほとんどの部門は廃止の危機を免れたものの、事故・救急救命部 (the accident and emergency department) は1995年に閉鎖され、王立ロンドン病院の救命部と統合された（王立ロンドン病院はバーツと同じトラストグループに所属しているが、数マイル離れたホワイトチャペルに位置する）。バーツには、軽症患者を処置できる軽傷処置部が設けられたが（救急医療の大部分は軽症患者である）、緊急や重症の患者は、別の病院へ搬送する必要がある。2001年のアメリカ同時多発テロ事件や2005年のロンドン同時爆破事件に際しては、シティが未だテロの重要標的であるとして、地域医療サービスの不足に対する不安が巻き起こった。
バーツを循環器治療とがん治療の拠点センターとして発展させる案が練られたこともある。この発展計画は、2006年にPFI資金に関するレビューが出された時に再び頓挫の危機に瀕している。このレビューは、"Save Barts Campaign" 再展開の引き金を引いている。この問題は解決され、現在バーツはがんケア治療部と新・バーツ心臓治療センターを附設している。更に王立ロンドン病院に新しい一般病棟が設置された。バーツは、チャーターハウス・スクエアに位置する付属医学学校での優れた研究・教育で、長い間評価されている。
クイーン・メアリー・ウィングは現在取り壊されているが、ジョージ5世棟のファサードは病院の新棟に保存されている。入院用の病室は、1部屋4床である。新しいメイン・エントランスは、キング・エドワード街に面している。ギブス・スクエアは改装される予定で、この区画から駐車場が取り去られた。
バーツは、王立ロンドン病院・ロンドン・チェスト病院と共に、バーツ・ヘルス・NHSトラスト (Barts Health NHS Trust) の一角を成している。病床数は、バーツが388床、王立ロンドン病院が675床、ロンドン・チェスト病院が109床である。この3病院は、2012年3月1日に、ウィップス・クロス病院（英: Whipps Cross hospital）・ニューアム病院（英: Newham hospital）と『合併』する形で、「バーツ・ヘルス・NHSトラスト」（英: "Barts Health NHS Trust"）を形成した。

## 医学教育
聖バーソロミュー病院メディカル・カレッジは、19世紀初頭にジョン・アバーネシーによって創設されたと考えられていた（病院はこの時、彼の講義のために講堂を設置している）。しかし、医師の育成機関として実際にこのカレッジが創設されたのは、1843年のことである。
1995年には、王立ロンドン病院のカレッジと合併し、クイーン・メアリー・ユニバーシティ・オブ・ロンドンを形成したが、今日に至るまで2つのカレッジは明確な独立性を保っている。現在このカレッジは、バーツおよびロンドン医科歯科学校として知られている。校舎は、チャーターハウス・スクエアに程近い、スミスフィールド地区のバーツ敷地内に存在する。医学部の主要な臨床前教育を行う部門は、ホワイトチャペルのブリザード・ビルディングに入っている（この建物は建築賞を受賞している）。
現在の、看護・助産学部は、1994年に、聖バーソロミュー病院・王立ロンドン病院それぞれの付属学校が合併する形で、聖バーソロミュー病院付属看護・助産学部（英: St Bartholomew School of Nursing & Midwifery）として設立された。1995年には、シティ大学ロンドンへ編入されている。どちらの学部も、120年以上前に遡ることのできる堅固で立派な歴史を持ち、多くのナース・リーダーや教育者を輩出している。この学部は、シティ大学ロンドンの健康科学部（英: The School of Health Sciences, City University）として編入されている。

### 著名な卒業生

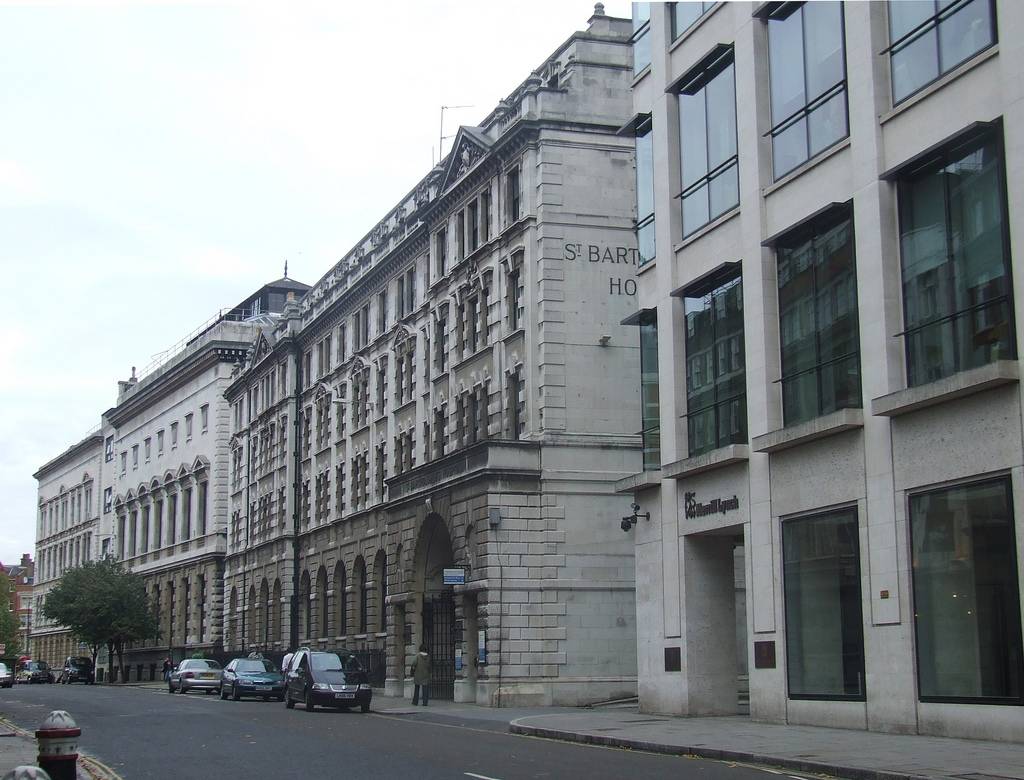
ウエストスミスフィールドに臨む聖バーソロミュー病院、2007年

以下、名字のABC順で整列。
- ジョン・アバーネシー（英語版） (王立協会フェロー(FRS))
- アンソニー・アスキュー（英語版） (Dr)
- ジョン・バッドリー（英語版） (外科医)
- エリザベス・ブラックウェル (医学博士)
- クレア・ブース (医師、アルスター伯爵夫人)
- グレアム・チャップマン (モンティ・パイソン)
- ジョン・ブライアン・クリストファーソン（英語版） (医師、CBE、がんに対する化学療法の第一人者)
- ニナ・コルタート（英語版） (医師)
- コルウィン卿（英語版） (歯科医)
- シリル・エルグッド（英語版） (医師)
- エセル・ゴードン・マンソン（英語版） (看護師長、後のベッドフォード・フェンウィック夫人)
- アーチボルド・ガロッド（英語版） (KSMG)
- W・G・グレース (Dr、マリルボン・クリケット・クラブ（英語版）所属、クリケットイングランド代表)
- J.L.グリーン長官（英語版） (ヴィクトリア十字勲章)
- ウィリアム・ハーヴィー (医師)
- アルフレッド・カンタック（英語版） (王立内科医協会（英語版）フェロー (FRCS) )
- マーティン・ロイドジョンズ (牧師、医学博士)
- アジェイ・カッカー (カッカー男爵)（英語版） (教授、枢密院)
- ロバート・モリソン (王立協会FRS、宣教師)
- エレイン・マーフィー (マーフィー女男爵)（英語版） (医学博士)
- ジェームズ・パジェット（英語版） (外科医)
- パーシヴァル・ポット
- デイム・レスリー・リーズ（英語版） (DBE)
- デレク・リクター（英語版） (Dr)
- W・H・R・リヴァーズ（英語版） (王立協会フェロー(FRS))
- ジョージ・ロレストン（英語版） (教授)
- ビダン・チャンドラ・ロイ（英語版） (インドの政治家、Dr)
- レオ・シラード[13](Dr)
- アビ・ティトマス（英語版） (看護師、後に芸能界入り)
- ジェームズ・アンダーウッド（英語版）
- ウィリアム・ジョン・ウィルズ（英語版） (探検家)
- ロバート・ウィンストン（英語版） (教授)

#### 架空の人物
- ジョン・H・ワトスン (コナン・ドイルによるシャーロック・ホームズシリーズでは、彼がバーツの卒業生であることに数度言及がある)

## ホスピタル・ミュージアム

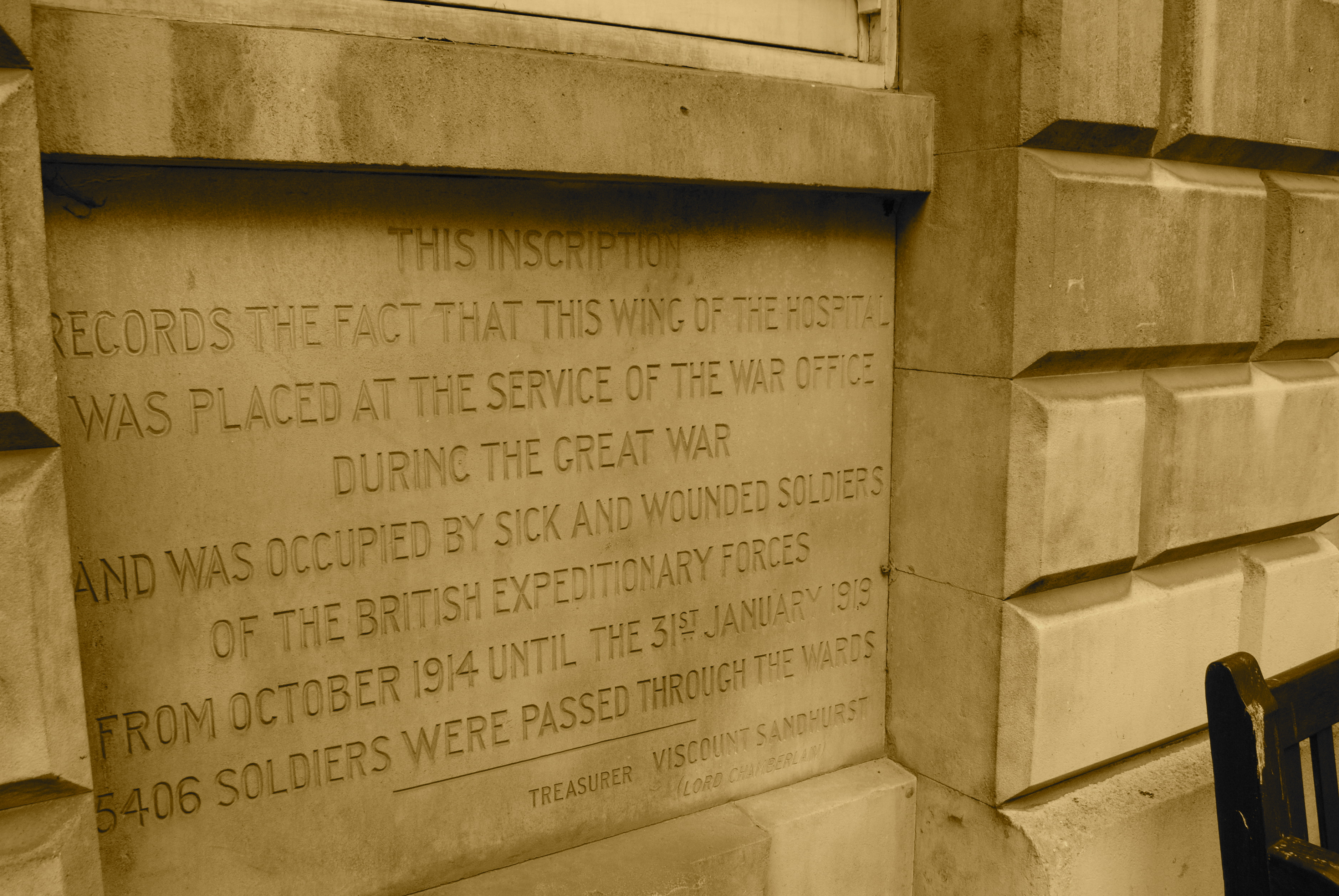
バーツの北壁に設置された記念銘板。第一次世界大戦中に5406名の兵士が入院したことが記されている

バーツ博物館では、病院の歴史と、病院での傷病人治療について展示が行われている。博物館のコレクションには、歴史的な外科器具や、彫刻作品、中世の古文書、そしてウィリアム・ホガースの絵を含む絵画コレクションなどが存在する。博物館は北ウィングのアーチ道下に位置し、火曜日から金曜日の10時から16時まで開館している。入館料は無料だが、寄付は歓迎されている。
この博物館は、ロンドン・ミュージアムズ・オブ・ヘルス・アンド・メディスン（英: The London Museums of Health & Medicine）の一員である。

## シャーロック・ホームズとワトスン医師
バーツの化学実験室は、シャーロック・ホームズとワトスン医師が、アーサー・コナン・ドイルの1887年の小説『緋色の研究』で初めて会った場所である。バーツはワトスンの出身校であった。この架空の設定は、1990年代に "the Save Barts Campaign"が巻き起こった際に、日本のホームジアンたちがキャンペーンへ寄付をするきっかけとなっている。
因みに、バーツには『ホームズとワトスンが初めて会った場所』としてブルー・プラークが設置されているが、研究室の中にあるため、一般の観光客が訪れることはできない。
BBCが制作したTVドラマ『SHERLOCK』では、バーツが幾度となく登場している。登場人物の一人で法医学者のモリー・フーパーは、バーツのモルグに勤めている。また、ドイルの原作通り、シャーロックとジョンは、バーツのラボで初対面する。2012年に放送された第2シリーズ第3話『ライヘンバッハ・ヒーロー』でも舞台として言及されているほか、2014年に放送された第3シリーズ第1話『空の霊柩車』でも、前回に引き続きバーツが登場している。